# Desmopoda
Desmopoda is een geslacht van vlinders uit de familie wespvlinders (Sesiidae), onderfamilie Sesiinae.
Desmopoda is voor het eerst wetenschappelijk beschreven door Felder in 1874. De typesoort is Desmopoda bombiformis.

## Soort
Desmopoda omvat de volgende soort:
- Desmopoda bombiformis Felder, 1874